# Diotarus galeatus
Diotarus galeatus är en insektsart som beskrevs av Bolívar, I. 1887. Diotarus galeatus ingår i släktet Diotarus och familjen torngräshoppor. Inga underarter finns listade i Catalogue of Life.